# 12X5
12X5 är ett studioalbum av den brittiska rockgruppen The Rolling Stones utgivet i oktober 1964. Det var deras andra studioalbum som släpptes speciellt för den amerikanska marknaden. Albumet bestod av låtar från den brittiska EP-skivan Five by Five, samt några singlar, och tre låtar från det europeiska albumet Rolling Stones No. 2. 12X5 delade även omslagsfoto med det albumet. Deras första album var till stor del färgad av blues, men här började man mer gå över till rockmusik. Skivans hitsinglar var "It's All Over Now" och "Time Is on My Side". Albumet innehåller den mindre kända versionen av "Time Is on My Side" som inleds med ett orgelintro, istället för ett gitarrintro. Keith Richards och Mick Jaggers låtskrivande hade här inte börjat uppmärksammas på allvar, de hade med fyra egna låtar och en under pseudonymen Nanker Phelge.

## Låtlista

### Sida 1
1. "Around and Around" (Chuck Berry) - 3:04
2. "Confessin' the Blues" (Jay McShann, Walter Brown) - 2:48
3. "Empty Heart" (Mick Jagger, Keith Richards) - 2:38
4. "Time Is on My Side" (Jerry Ragovoy) - 2:54
5. "Good Times, Bad Times" (Mick Jagger, Keith Richards) - 2:31
6. "It's All Over Now" (Bobby Womack, Shirley Jean Womack) - 3:27

### Sida 2
1. "2120 South Michigan Avenue" (Nanker Phelge) - 3:39
2. "Under the Boardwalk" (Arthur Resnick, Kenny Young) - 2:47
3. "Congratulations" (Mick Jagger, Keith Richards) - 2:29 (titeln var ursprungligen felstavad som "Congradulations" på skivetiketterna)
4. "Grown Up Wrong" (Mick Jagger, Keith Richards) - 2:06
5. "If You Need Me" (Robert Bateman, Wilson Pickett) - 2:05
6. "Susie Q" (Eleanor Broadwater, Stan Lewis, Dale Hawkins) - 1:50

## Listplaceringar
- Billboard 200, USA: #3[1]